# Wu San-lien
Wu San-lien (xinès tradicional: 吳三連, xinès simplificat: 吴三连, pinyin: Wú Sānlián; Tainan, 15 de novembre de 1899 - Taipei, 29 de desembre de 1988) va ser un periodista i polític taiwanés que exercí com a alcalde de la ciutat de Taipei entre 1950 i 1954, sent el primer alcalde en arribar al poder per mitjà d'eleccions directes. Durant l'ocupació japonesa del Taiwan, va treballar al Mainichi Shimbun.

## Carrera
Membre del Partit Socialista Democràtic de la Xina, Wu va ser designat alcalde i posteriorment es va presentar com a candidat independent en les primeres eleccions municipals després de la derrota del Guomindang en la guerra civil i el trasllat del règim a Taiwan, el 1951. No va poder ser legalment candidat del CSDP a causa que el govern de Chiang Kai-shek havia prohibit els partits opositors fins a la recuperació del continent. Tot i el monopoli polític del Guomindang, Wu va derrotar amb facilitat a tots els seus oponents (cinc independents i un candidat del Guomindang) amb el 65.61% dels vots, sent fins a l'actualitat la major victòria obtinguda per un alcalde de Taipei.
Va decidir no presentar-se a la reelecció el 1954, sent succeït per Henry Kao Yu-shu, candidat també recolzat pel CSDP. Entre els motius per desistir d'una segona candidatura va citar la seua fatiga mental i física, a més de la possibilitat que el règim nacionalista intentara orquestrar un frau electoral en contra seua si es presentava.

## Galeria

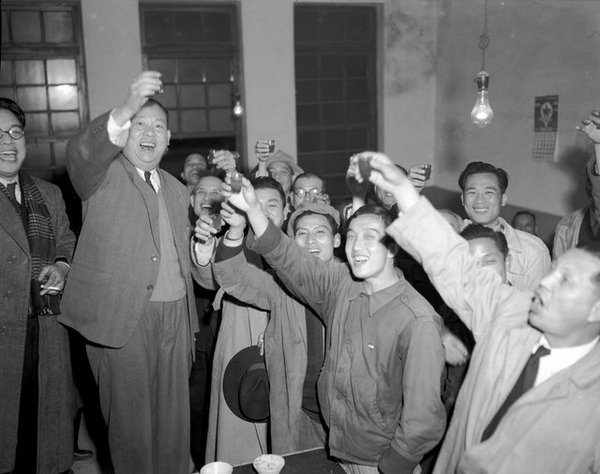
Wu, a l'esquerra, celebra la victòria electoral del 1950.